# Război și pace (film din 1956)
Război și pace (titlul original: în engleză War and Peace) este un film dramatic american, realizat în 1956 de regizorul King Vidor, după romanul omonim a scriitorului Lev Tolstoi, protagoniști fiind actorii Audrey Hepburn, Henry Fonda, Mel Ferrer și Oskar Homolka. 

## Distribuție
- Audrey Hepburn – Natașa Rostova
- Henry Fonda – prințul Pierre Bezuhov
- Mel Ferrer – prințul Andrei Bolkonsky
- Oskar Homolka – generalul Kutuzov
- Anita Ekberg – Hélène Kuraghina
- Vittorio Gassman – Anatole Kuraghin
- Herbert Lom – Napoleon Bonaparte
- Helmut Dantine – Dolohov
- Tullio Carminati – prințul Vasili Kuraghin
- Barry Jones – prințul Rostov
- Milly Vitale – Liza Bolkonskaia
- Lea Seidl – prințesa Rostova
- Anna Maria Ferrero – Mary Bolkonskaia
- Wilfrid Lawson – prințul Bolkonski
- May Britt – Sonia Rostova
- Jeremy Brett – Nicolai Rostov
- John Mills – Platon Karataiev
- Patrick Crean – Denisov
- Seán Barrett – Petia Rostov
- Marisa Allasio – Matroșa (nemenționat)
- Alan Furlan – ofițerul rus

## Premii și nominalizări
- 1957 - Premiile Oscar
  - Nominalizare pentru cel mai bun regizor lui King Vidor
  - Nominalizare cea mai bună imagine lui Jack Cardiff
  - Nominalizare cele mai bune costume lui Cedric Gibbons, Hans Peters, Preston Ames, Edwin B. Willis și Maria de Matteis
- 1957 - Globul de Aur
  - cel mai bun film într-o limbă străină lui King Vidor
  - Nominalizare cel mai bun film dramatic lui Dino De Laurentiis și Carlo Ponti
  - Nominalizare cel mai bun regizor lui King Vidor
  - Nominalizare cea mai bună actriță (dramă) lui Audrey Hepburn
  - Nominalizare cel mai bun actor în rol secundar lui Oskar Homolka
- 1957 - Premiile BAFTA
  - Nominalizare pentru cel mai bun film lui Dino De Laurentiis și Carlo Ponti